# Trần Thành Phố
Trần Thành Phố (1947–2010) là người từng giữ kỷ lục Guinness Việt Nam về chiều cao.
Ông tên thật là Trần Quang, sinh năm 1947 tại tỉnh Thái Bình. Ban đầu, ông có thể hình bình thường, chỉ cao 1,68 mét và nặng 68 kg. Năm 1965, ông gia nhập Quân đội Nhân dân Việt Nam, từng tham gia chiến đấu ở mặt trận Quảng Trị. Trong một trận chiến năm 1972, do sập hầm nên Trần Quang bị thương nặng phải vào viện điều trị. Sau 2 năm điều trị ở bệnh viện ông gần như mất trí nhớ, bị cường tuyến yên, chiều cao và cân nặng cứ tăng rất nhanh: cao lên hơn 2,28 m, nặng 115 kg.
Y học đã phải can thiệp vào bệnh cường tuyến yên của ông bằng hóa chất và chiếu tia xạ để kìm hãm sự tăng trưởng. Năm 1974, ông bình phục và quyết định đổi tên mình thành một cái tên đặc biệt như tầm vóc khác thường của mình, và ông lấy tên là Trần Thành Phố.

## Đời tư
Dù được bác sĩ chẩn đoán chỉ sống được 1 năm, nhưng Trần Thành Phố vẫn kéo dài được sự sống của mình. Ông lấy vợ, có hai người con. Sau khi vợ mất, ông lại lấy nữ cán bộ điều dưỡng và có thêm 2 người con nữa. Cả bốn người con của ông phát triển bình thường, sinh sống tại thành phố Bắc Giang. Ông luôn lạc quan yêu đời, hằng ngày phải ăn rất nhiều hơn người bình thường để đủ sức duy trì cuộc sống.